# Леннокс Льюис — Майк Тайсон
Леннокс Льюис — Майк Тайсон (англ. Lennox Lewis vs. Mike Tyson), также известен под названием англ. Lewis–Tyson: Is On — двенадцатираундовый боксёрский поединок в тяжёлом весе за титулы чемпиона мира по версиям WBC, IBF и IBO, которые принадлежали Ленноксу Льюису и за вакантный титул чемпиона мира по версии авторитетного боксёрского журнала The Ring. Поединок состоялся 8 июня 2002 года на спортивной арене The Pyramid в городе Мемфис штата Теннесси.
Поединок проходил с преимуществом Льюиса и завершился его победой нокаутом в 8-м раунде. Подводя итоги 2002 года, журнал The Ring назвал пресс-конференцию 22 января 2002 года  событием года, а нокаут в 8-м раунде был назван нокаутом года по версии того же издания.

## Предыстория
По словам Леннокса Льюиса, он впервые встретился в ринге с Майком Тайсоном в 1983 году. На тот момент Льюис готовился к чемпионату мира среди юниоров, а Тайсон был предложен ему в качестве спарринг-партнёра. Согласно воспоминаниям Льюиса, он боксировал с Майком Тайсоном в зале Каса Д’Амато — тренера Тайсона. Спарринги Льюиса и Тайсона проходили на протяжении четырёх дней, и были довольно жёсткими. Тайсон стремился нокаутировать Льюиса, но тот «действовал как Мохаммед Али, преподав ему несколько уроков передвижения по рингу». В последний день отъезда Льюса, Д’Амато сделал предположение, что эти боксёры когда-нибудь проведут поединок между собой.
Тайсон дебютировал на профессиональном ринге в марте 1985 году и к августу 1987 году стал абсолютным чемпионом мира в тяжёлом весе завоевав чемпионские титулы по версиям WBA WBC и IBF. Однако в 1990 году Тайсон утратил эти титулы проиграв нокаутом Джеймсу Дугласу. К 1992 году Льюис завоевал титул чемпиона мира по версии WBC. Однако в 1994 году проиграв техническим нокаутом Оливеру Макколлу лишился титула. В 1996 году титулом WBC завладел Майк Тайсон. Первую защиту титула он должен был провести против обязательного претендента — Леннокса Льюиса, но Майк предпочёл провести бой с чемпионом мира по версии WBA Брюсом Селдоном. В итоге, WBC лишил Тайсона чемпионского титула и разыграл титул между его бывшими обладателями — Ленноксом Льюисом и Оливером Макколлом. Победив Макколла, Льюис стал новым чемпионом мира по версии WBC, а Тайсон победив Селдона стал чемпионом по версии WBA. В том же 1996 году Тайсон проиграл титул Холифилду. В 1999 году состоялось два поединка между чемпионом по версии WBC Льюисом и чемпионом по версиям WBA и IBF Холифилдом. Первый поединок завершился ничьей, а во втором поединке, победу по очкам одержал Льюис. Так же во втором поединке помимо титулов WBA, WBC и IBF на кону стоял вакантный титул чемпиона по версии IBO. Таким образом, Льюис стал абсолютным чемпионом мира в тяжёлом весе. Однако вскоре он был лишён титул WBA за отказ провести поединок против обязательного претендента — Джона Руиса.

### Пресс-конференция 22 января 2002 года
22 января 2002 года в театре Хадсона (Нью-Йорк) состоялась пресс-конференции, на которой должна была быть объявлена дата поединка. Первым на пресс-конференцию пришёл Майк Тайсон. Он сразу же посмотрел на то место, где должен был находиться Льюис. После того как на пресс-конференцию пришёл Льюис, Тайсон подошёл к нему и попытался ударить его. Один из телохранителей Льюиса попытался сдержать Тайсона, но он ударил его. После этого завязалась потасовка, оба боксёра начали драться катаясь по полу. Также в драке участвовали члены команд боксёров.
Президент WBC Хосе Сулайман утверждал, что во время потасовки он ударился головой о стол и получил повержения. Позже он подал иск в суд  против Льюиса и Тайсона, чтобы они компенсировали ему 56 миллионов долларов США за травмы, полученные во время драки. Также Сулейман утверждал, что Тайсон угрожал убить его.
После окончания драки Тайсон подошёл к краю подиума и нецензурно выругался в адрес журналиста Марка Малиновского, который призывал надеть на него смирительную рубашку. Потом Тайсон подошел к краю подиума, схватил его за промежность и начал кричать ругательства в адрес женщины, которая находилась в зале и предположительно была матерью Льюиса.
Подводя итоги 2002 года, авторитетный американский  боксёрский журнал «The Ring» назвал пресс-конференцию событием года.

## Прогнозы
| Журналист         | СМИ, в котором работал на момент прогноза | Прогноз                                                   |
| ----------------- | ----------------------------------------- | --------------------------------------------------------- |
| Эл Бернстайн      | ESPN                                      | Победа Льюиса нокаутом в 4-м раунде.                      |
| Рон Борхес        | The Boston Globe                          | Победа Льюиса нокаутом в 6-м раунде.                      |
| Тим Дальберг      | Associated Press                          | Победа Льюиса нокаутом в 9-м раунде.                      |
| Бернард Фернандес | Philadelphia Daily News                   | Победа Льюиса нокаутом 7-м раунде.                        |
| Колин Харт        | The Sun                                   | Победа Тайсона нокаутом в 3-м раунде.                     |
| Майк Хирсли       | Chicago Tribune                           | Победа Льюиса нокаутом в 7-м раунде.                      |
| Кевин Айоле       | Las Vegas Review-Journal                  | Победа Льюиса нокаутом в 5-м раунде.                      |
| Майкл Катц        | maxboxing.com                             | Победа Льюиса нокаутом в 1-м раунде.                      |
| Уоллас Мэттьюз    | ESPN Radio                                | Победа Тайсона нокаутом в 1-м раунде.                     |
| Джо Максе         | The Plain Dealer                          | Победа Льюиса нокаутом в 5-м раунде.                      |
| Эдин Поул         | The Miami Herald                          | Победа Льюиса нокаутом в 3-м раунде.                      |
| Дэн Рафаэль       | USA Today                                 | Победа Льюиса нокаутом в 5-м раунде.                      |
| Джон Сарацено     | USA Today                                 | Победа Льюиса нокаутом в 6-м раунде.                      |
| Лем Сэттерфильд   | The Baltimore Sun                         | Победа Льюиса нокаутом в 5-м раунде.                      |
| Тим Смит          | New York Daily News                       | Победа Льюиса нокаутом в 2-м раунде.                      |
| Стив Спрингер     | Los Angeles Times                         | Победа Льюиса ввиду дисквалификации Тайсона в 4-м раунде. |
| Кальвин Уоткинс   | The Dallas Morning News                   | Победа Льюиса по очкам.                                   |
| Джордж Уиллис     | New York Post                             | Победа Льюиса нокаутом в 10-м раунде.                     |

## Андеркарт
| Боксёр                 | Исход боя | Боксёр                     | Примечания                                                               |
| ---------------------- | --------- | -------------------------- | ------------------------------------------------------------------------ |
| Леннокс Льюис (39-2-1) | KO8 (12)  | Майк Тайсон (49-3)         | Бой за титулы чемпиона мира по версиям WBC, IBF, IBO и журнала The Ring. |
| Мэнни Пакьяо (33-2-1)  | TKO2 (12) | Хорхе Эльесер Хулио (44-3) | Бой за титул чемпиона мира по версии IBF во втором легчайшем весе.       |
| Хоэль Касамайор (26-1) | TKO8 (10) | Хуан Хосе Ариас (33-2-1)   |                                                                          |
|                        | TKO1 (8)  |                            |                                                                          |
|                        | UD8 (8)   |                            |                                                                          |
|                        | RTD3 (8)  |                            |                                                                          |
|                        | UD6 (6×2) |                            |                                                                          |
|                        | UD6 (6)   |                            |                                                                          |
|                        | TKO2 (6)  |                            |                                                                          |
|                        | UD4 (4)   |                            |                                                                          |

## Комментарии
1. ↑  Возможный перевод — Льюис—Тайсон:Начало.